# Добрејанце
Добрејанце или Добријанце је насеље у Пољаници, град Врање у Пчињском округу. Према попису из 2022. било је 34 становника (према попису из 1991. било је 102 становника).

## Опис села
Добрејанце се налази у јужном делу Пољанице , између села: Сикирје на истоку, Ушевце, Станце и Рождаце на северу и Дреновац на југу, а на западу се протеже до врха Орлова чука (1274 м). Размештено је највећим делом са леве стране Ветернице, око Самобучке долине и на местима Добрејански рид, Церови рид, Јабуково, Јејак и Лазаров кладанац, а само мањим делом са десне стране ове реке. Разбијеног је типа и нема изражених махала.
Од центра Власа удањено је око 6 км. У источни део села стиже се асфалтним путем Врање - Мијовце, а у западни (планински) део из Власа, преко Станца, или слабијим путевима из правца Дреновца.
Село је скоро у целини покривено буковом шумом, има особине типичног планинског села. Земља је слабог квалитета, неподобна за ратарство. Становништво се ипак издржава екстензивном пољопривредом, са нагласком на сточарство и воћарство. Поред тога, развијена је горосеча. Богато је здравом планинском водом, а најпознатији кладенци су Бајрамов, Зећиров, Нурин и Ибишов.
О настанку села мало се зна. До доласка Арнаута у ове крајеве, у Добрејанцу су живели Срби, од којих су познати Дабарци и Кованџици, и неки Грк који се касније потурчио. О томе да су село основали Срби говоре остаци, зидине, три старе цркве. Једно црквиште је у долини Ветернице, непосредно поред пута Дреновац - Ушевце, а друго у врх села, код места Јабуковац. Доласком Арнаута, Дабарци су се иселили у Врање а Кованџици у оближње село Смиљевић. Ово село 1861. године помиње Хан (Јохан Георг фон Хан) као Dobrjanze – на левој обали Ветеренице, као велико и веома раштркано албанско село. До 1878. године у њему је било 16 албанских кућа да би се, за време ослобађања 1878. године, Албанци иселили из Добрејанца и село је поново насељено Србима. Аћимовићи су доселили из Островице , Стевановићи и Павловићи из Дреновца, Антићи (Ћурковчани) и Шопци из Секирја, Стевановићи и Ђорђијинци из Ушевца, Ристићи из Леснице у Пчињи, Стојковићи из Белановца, Гузезини из Дреновца.
У селу је основна четворогодишња школа. Сеоска слава (литије, крсте) је на Горешњак, 26. јула

## Демографија
У насељу Добрејанце живи 74 пунолетна становника, а просечна старост становништва износи 51,8 година (53,0 код мушкараца и 50,8 код жена). У насељу има 29 домаћинстава, а просечан број чланова по домаћинству је 2,90.
Ово насеље је у потпуности насељено Србима (према попису из 2002. године).
|  |

| Демографија | Демографија | Демографија |
| Година      | Становника  | Становника  |
| ----------- | ----------- | ----------- |
| 1948.       | 218         |             |
| 1953.       | 219         |             |
| 1961.       | 205         |             |
| 1971.       | 194         |             |
| 1981.       | 152         |             |
| 1991.       | 102         | 102         |
| 2002.       | 84          | 84          |
| 2011.       | 58          |             |

| Етнички састав према попису из 2002.‍ | Етнички састав према попису из 2002.‍ | Етнички састав према попису из 2002.‍ | Етнички састав према попису из 2002.‍ | Етнички састав према попису из 2002.‍ |
| ------------------------------------ | ------------------------------------ | ------------------------------------ | ------------------------------------ | ------------------------------------ |
|                                      |                                      |                                      |                                      |                                      |
| Срби                                 | Срби                                 |                                      | 84                                   | 100,0%                               |
| непознато                            | непознато                            |                                      | 0                                    | 0,0%                                 |

| Година пописа     | 1948. | 1953. | 1961. | 1971. | 1981. | 1991. | 2002. |
| ----------------- | ----- | ----- | ----- | ----- | ----- | ----- | ----- |
| Број домаћинстава | 30    | 33    | 37    | 38    | 33    | 31    | 29    |

| Број чланова      | 1 | 2  | 3 | 4 | 5 | 6 | 7 | 8 | 9 | 10 и више | Просек |
| ----------------- | - | -- | - | - | - | - | - | - | - | --------- | ------ |
| Број домаћинстава | 4 | 17 | 1 | 1 | 1 | 1 | 4 | 0 | 0 | 0         | 2,90   |

| Пол    | Укупно | Неожењен/Неудата | Ожењен/Удата | Удовац/Удовица | Разведен/Разведена | Непознато |
| ------ | ------ | ---------------- | ------------ | -------------- | ------------------ | --------- |
| Мушки  | 36     | 4                | 31           | 1              | 0                  | 0         |
| Женски | 40     | 5                | 31           | 4              | 0                  | 0         |
| УКУПНО | 76     | 9                | 62           | 5              | 0                  | 0         |

| Пол    | Укупно                    | Пољопривреда, лов и шумарство | Рибарство                            | Вађење руде и камена | Прерађивачка индустрија       |
| ------ | ------------------------- | ----------------------------- | ------------------------------------ | -------------------- | ----------------------------- |
| Мушки  | 17                        | 6                             | 0                                    | 0                    | 8                             |
| Женски | 12                        | 7                             | 0                                    | 0                    | 4                             |
| УКУПНО | 29                        | 13                            | 0                                    | 0                    | 12                            |
| Пол    | Производња и снабдевање   | Грађевинарство                | Трговина                             | Хотели и ресторани   | Саобраћај, складиштење и везе |
| Мушки  | 0                         | 2                             | 0                                    | 0                    | 1                             |
| Женски | 0                         | 0                             | 0                                    | 0                    | 0                             |
| УКУПНО | 0                         | 2                             | 0                                    | 0                    | 1                             |
| Пол    | Финансијско посредовање   | Некретнине                    | Државна управа и одбрана             | Образовање           | Здравствени и социјални рад   |
| Мушки  | 0                         | 0                             | 0                                    | 0                    | 0                             |
| Женски | 0                         | 0                             | 0                                    | 0                    | 1                             |
| УКУПНО | 0                         | 0                             | 0                                    | 0                    | 1                             |
| Пол    | Остале услужне активности | Приватна домаћинства          | Екстериторијалне организације и тела | Непознато            | Непознато                     |
| Мушки  | 0                         | 0                             | 0                                    | 0                    | 0                             |
| Женски | 0                         | 0                             | 0                                    | 0                    | 0                             |
| УКУПНО | 0                         | 0                             | 0                                    | 0                    | 0                             |

## Галерија слика
- Добрејанце, кућа поред Ветернице
- Поток у шуми у Добрејанцу, притока Ветернице